# Transworld Rig 58 (schip, 1966)
De Transworld Rig 58 is een afzinkbaar en halfafzinkbaar platform dat in 1966 werd gebouwd door NDSM, Van der Giessen-de Noord, P. Smit Jr. en Wilton-Fijenoord voor Transworld Drilling.
Het ontwerp van Kerr-McGee leek meer op de oudere afzinkers zoals Rig 46 dan modernere semi's en bestond uit een rooster van stalen buizen van 4,34 meter in doorsnede met daarop op elke hoek een kolom met een doorsnede van 6,7 meter die de stabiliteit moesten genereren en daartussen kleinere buizen om het dek te ondersteunen en een reeks diagonale buizen (bracings). Het kon tot 100 voet (30 meter) waterdiepte afgezonken op de zeebodem staan en drijvend tot een waterdiepte van 600 voet (180 meter).
In 1975 werd het omgebouwd tot Floating Production System voor het Argyll-veld op de Noordzee, waar het North Sea Pioneer werd genoemd. Het was daarmee het eerste halfafzinkbare productieplatform. In 2008 werd het overgenomen door Norscot als Norscot Producer.